# مقاطعة إريتريا (إيطاليا الفاشية)
كانت مقاطعة إريتريا (بالإيطالية: Governo d'Eritrea) واحدةً من المقاطعات الست، التي تم فيها تقسيم شرق أفريقيا الإيطالية، كجزء من الإمبراطورية الإيطالية. إن حدودها تتوافق، إلى حد كبير، مع أراضي إريتريا الحالية، بالإضافة إلى جزء مطابق لإثيوبيا الحالية.

## التاريخ

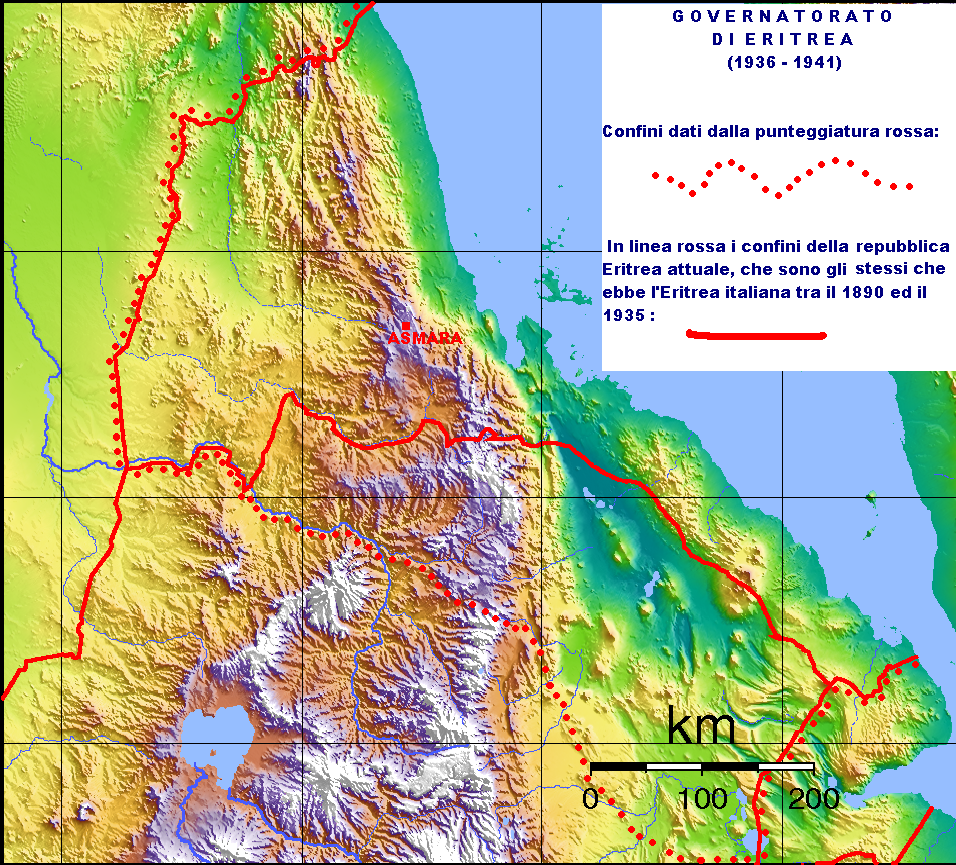
خريطة "مقاطعة إريتريا" (1936-1941)

في عام 1869 بدأ الإيطاليون في إنشاء مناطق سيطرة استعمارية في إريتريا. شكلت المنطقة من عام 1890 إلى عام 1936 مستعمرة إريتريا الإيطالية، والتي أصبحت واحدة من مقاطعات شرق إفريقيا الإيطالية، بعد غزو واحتلال إثيوبيا في عام 1936.
كانت عاصمتها أسمرة، التي بلغ عدد سكانها عام 1939 98 ألف نسمة، منهم 53 ألف إيطالي. كانت أسمرة تعتبر «المدينة الإيطالية» الرئيسية في إفريقيا، حيث تركزت العديد من الصناعات.
كانت منطقة محافظة إريتريا في عام 1940 تبلغ مساحتها حوالي 130.000 كيلومتر مربع ويبلغ عدد سكانها أكثر من مليون نسمة، منهم ما يقرب من مائة ألف مستوطن إيطالي. كانت إريتريا تُعتبر «المستعمرة البدائية» لمملكة إيطاليا وكانت مفضلة بالتطور الصناعي والتجاري الهائل (خاصة في منطقة العاصمة أسمرة).
بعد هزيمة إيطاليا، خلال الحرب العالمية الثانية، احتل البريطانيون إريتريا، ثم سلموا السيطرة على البلاد إلى إثيوبيا. تخلت إيطاليا رسميًا عن إريتريا في معاهدة السلام الموقعة في فبراير 1947، بعد ما يقرب من مائة عام من التواجد في الإقليم الذي يُطلق عليه اسم «مستعمرة بدائية» (أي «الابنة الأولى»).

## التقسيمات
كانت محافظة إريتريا مكونة من مفوضيات:
| - حماسيين، العاصمة أسمرة؛ - سيراي، العاصمة أدي أوغري؛ - Acchelè Guzai، العاصمة أدي كية؛ - السهول الشرقية، عاصمة مصوع؛ | - كيرين، العاصمة كرن؛ - الأراضي المنخفضة الغربية، أغوردات؛ - غرب تيغراي، العاصمة عدوة؛ - أديغرات، عاصمة أديغرات؛ | - ماكالي، العاصمة ماكالي؛ - تمبيان، العاصمة أبي عدي؛ - دانكاليا، العاصمة عصب؛ - غالا العاصمة ألوماتا. |

## الحكام
- بيترو بادوليو، 9-22 مايو 1936
- ألفريدو جوزوني، من 22 مايو 1936 إلى 1 أبريل 1937
- فينسينزو دي فيو، من 1 أبريل 1937 إلى 15 ديسمبر 1937
- جوزيبي دودياس، من 15 ديسمبر 1937 إلى 2 يونيو 1940
- لويجي فروسي، من 2 يونيو 1940 إلى 19 مايو 1941

## فهرس
- Annuario Generale 1938-XVI ، Consociazione Turistica Italiana، ميلانو، 1938